# Carollia colombiana
Carollia colombiana es una especie de murciélago de la familia Phyllostomidae.

## Distribución geográfica
Se encuentra en Colombia.